# Zełenyj Haj (hromada Basztanka)
Zełenyj Haj (ukr. Зелений Гай) – wieś na Ukrainie, w obwodzie mikołajowskim, w rejonie basztańskim, w hromadzie Basztanka. W 2001 liczyła 89 mieszkańców.